# Phenacodus
Phenacodus är ett utdött släkte av familjen Phenacodontidae.
Hithörande arter var smäckert byggda, rovdjursliknande former med långsträckt, hundliknande huvud, mycket lång svans och korta extremiteter med fem tår på varje fot, av vilka den tredje var längst. Phenacodus levde under tidig eocen i Nordamerika, varifrån man påträffat fullständiga skelett, samt i Europa, där i Frankrike och Belgien enstaka tänder blivit funna. Phenacodus primaevus var av en kalvs, Phenacodus wortmanni av en hunds storlek.
Släktets arter levde för 61,7 till 48,6 miljoner år sedan.